# First They Killed My Father (film)
First They Killed My Father is een Amerikaanse biografische film uit 2017, geregisseerd door Angelina Jolie en gebaseerd op het gelijknamig boek uit 2000 van Loung Ung.

## Verhaal
De vijfjarige Loung Ung leeft een gelukkig leven samen met haar zes zussen en broers, met vader en moeder in Phnom Penh. Haar vader is een hooggeplaatst ambtenaar. Wanneer de Rode Khmer van Pol Pot in april 1975 Phnom Phen innemen tijdens de Cambodjaanse Burgeroorlog is de familie verplicht te vluchten samen met miljoenen andere bewoners. Haar vader doet er alles aan om zijn identiteit te verbergen omdat hij anders geëxecuteerd wordt. De familie vlucht van het ene naar het andere kamp en worden gescheiden en naar verschillende werkkampen overgebracht. Loung volgt een opleiding als kindsoldaat in een werkkamp voor wezen. Nadat Vietnam Cambodja binnengevallen is en de Rode Khmer verslaat, slagen in januari 1979 Loung, haar broer Kim en haar zus Chou er in om te vluchten naar een vluchtelingenkamp in Pursat City waar ze later met hun twee oudste broers verenigd worden. Loung’s beide ouders en twee zussen overleven het niet.

## Rolverdeling
| Acteur           | Personage         |
| ---------------- | ----------------- |
| Sareum Srey Moch | Loung             |
| Phoeung Kompheak | Vader             |
| Sveng Socheata   | Moeder            |
| Tharoth Sam      | Rode Khmer-leider |

## Productie
Op 23 juli 2015 werd aangekondigd dat Angelina Jolie het biografisch boek First They Killed My Father van Loung Ung ging verfilmen voor Netflix. Jolie schreef mee het script en was ook producent samen met Rithy Panh. De filmopnamen gingen van start begin februari 2016 in Battambang, Cambodja en er werd ook gefilmd in Phnom Penh. De film ging in première op 18 februari in Siem Reap, Cambodia en werd ook geselecteerd voor de filmfestivals van Telluride en Toronto 2017.
De film werd geselecteerd als Cambodjaanse inzending voor de beste niet-Engelstalige film voor de 90ste Oscaruitreiking.